# Miss Massachusetts USA
Miss Massachusetts USA es el certamen que selecciona a la representante del estado de Massachusetts en el certamen de Miss USA.
A pesar de que Massachusetts no es conocido por clasificar, el estado ha mejorado en los últimos años cuando Shawnae Jebbia fue coronada como Miss USA en 1998 y Susie Castillo en 2003. Ambas ganadoras de Miss USA de Massachusetts se les preguntó la misma pregunta durante la final.
Annika Sharma de Newton fue coronada como Miss Massachusetts USA 2023 el 29 de enero de 2023. Representará a Massachusetts en Miss USA 2023.

## Galería de ganadoras

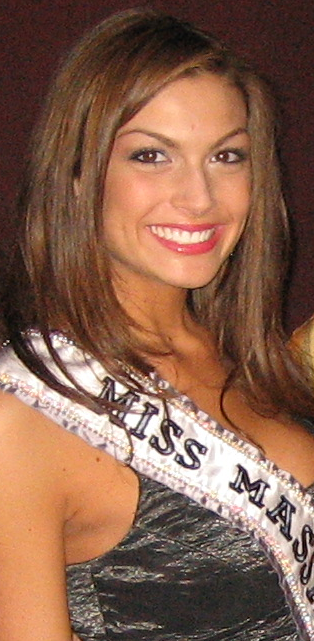
Jackie Bruno, Miss Massachusetts USA 2008
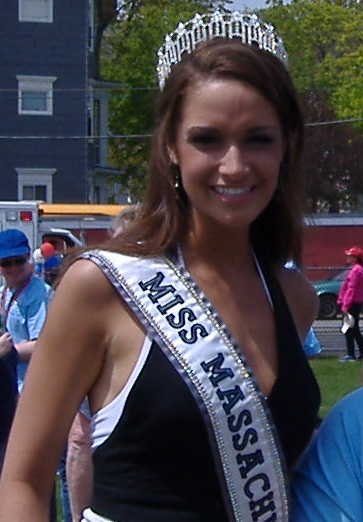
Tiffany Kelly, Miss Massachusetts USA 2006
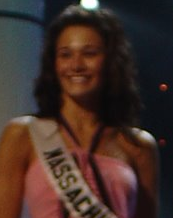
Maria Lekkakos, Miss Massachusetts USA 2004
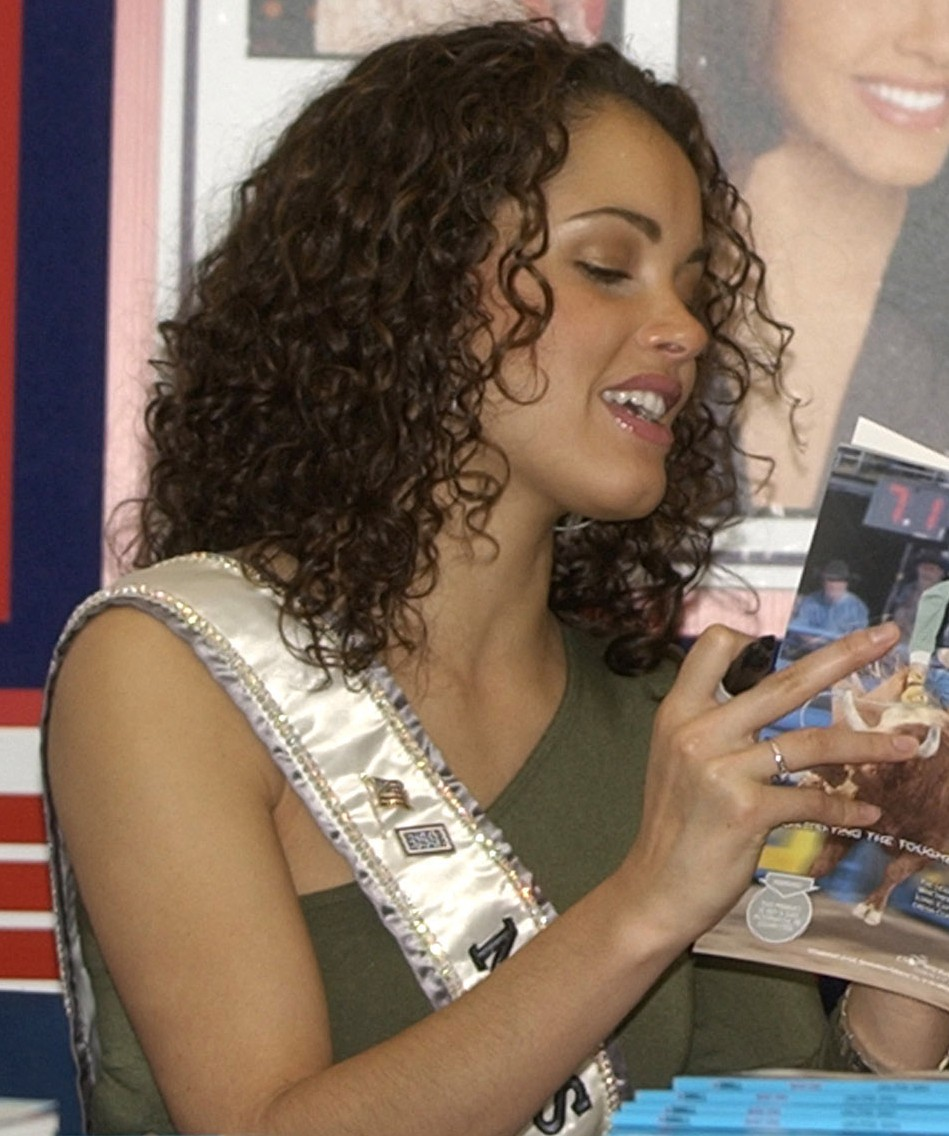
Susie Castillo, Miss Massachusetts USA y Miss USA 2003

## Resumen de resultados
- Ganadoras de Miss USA: Shawnae Jebbia (1998), Susie Castillo (2003).
- Primeras finalistas: Diane Pollard (1978)
- Top 10: Mercedes Waggoner (1985), Jacqueline Bruno (2008).
- Top 12: Monica Magnus (1979), Janet Marie Flaherty (1982), Kristen Mastroianni (1995).
- Top 15: Sandra Ramsey (1957), Barbara Feldman (1960), Elaine Cusick (1961), Sandra Smith (1963), Nancy Brackett (1966).
- Massachusetts  tiene un récord de 15 clasificaciones en Miss USA.

### Premios
- Miss Simpatía: Stacey Blaine (1993)
- Mejor Traje Estatal: JoAnne Savery (1981)

## Ganadoras
Colores clave
- Declarada como ganadora
- Terminó como finalista
- Terminó como una de las semifinalistas o cuartofinalistas

| Año  | Nombre               | Ciudad           | Edad | Posición en Miss USA | Premios especiales en Miss USA | Notas |
| ---- | -------------------- | ---------------- | ---- | -------------------- | ------------------------------ | --- |
| 2023 | Annika Sharma        | Newton           | 22   |                      |                                | Anteriormente Miss Massachusetts Teen USA 2020                                                           |
| 2022 | Skarlet Ramirez      | Lawrence         | 27   |                      |                                | Nacida en la República Dominicana                                                                        |
| 2021 | Sarah DeSouza        | Dracut           | 25   |                      |                                | Ganadora con el reinado más corto (9 meses y 14 días)                                                    |
| 2020 | Sabrina Victor       | Brockton         | 23   |                      |                                | - Anteriormente Miss Black and Gold 2017-19 - Ganadora con el reinado más largo (1 año, 5 meses y 1 día) |
| 2019 | Kelly O'Grady        | Cambridge        | 27   |                      |                                | |
| 2018 | Allissa Latham       | Lowell           | 26   | Top 15               |                                | |
| 2017 | Julia Scaparotti     | Peabody          | 25   |                      |                                | Porrista de New England Patriots                                                                         |
| 2016 | Whitney Sharpe       | Burlington       | 21   |                      |                                | |
| 2015 | Polikseni Manxhari   | Holden           | 24   |                      |                                | |
| 2014 | Caroline Lunny       | Holliston        | 22   |                      |                                | Anteriormente Miss Massachusetts Teen USA 2008 and Top 15 en Miss Teen USA 2008                          |
| 2013 | Sarah Kidd           | Leominster       | 20   | Top 15               |                                | |
| 2012 | Natalie Pietrzak     | Somerville       | 25   |                      |                                | Hermana de Monica Pietrzak, Miss Connecticut USA 2009 y semifinalista de Miss USA 2009                   |
| 2011 | Alida D'Angona       | Bolton           | 23   |                      |                                | |
| 2010 | Lacey Wilson         | Boston           |      |                      |                                | Anteriormente Miss Illinois Teen USA 2002                                                                |
| 2009 | Alison Cronin        | East Weymouth    |      |                      |                                | Anteriormente Miss Massachusetts Teen USA 2005                                                           |
| 2008 | Jackie Bruno         | Assonet          | 23   | Top 10               |                                | Anteriormente Miss Massachusetts Teen USA 2003                                                           |
| 2007 | Despina Delios       | Lynn             | 23   |                      |                                | |
| 2006 | Tiffany Kelly        | Braintree        | 18   |                      |                                | |
| 2005 | Cristina Nardozzi    | Seekonk          | 21   |                      |                                | |
| 2004 | Maria Lekkakos       | Rockport         | 25   |                      |                                | |
| 2003 | Susie Castillo       | Lawrence         | 23   | Miss USA 2003        |                                | Top 15 en Miss Universo 2003, anteriormente Miss Massachusetts Teen USA 1998                             |
| 2002 | Latoyia Foster       | Lowell           |      |                      |                                | |
| 2001 | Dana Powell          | Brookline        |      |                      |                                | |
| 2000 | Rosalie Allain       | Leominster       |      |                      |                                | finalista en 2000: Maria Menounos                                                                        |
| 1999 | Jennifer Krafve      |                  |      |                      |                                | |
| 1998 | Shawnae Jebbia       | Mansfield        | 26   | Miss USA 1998        |                                | Top 5 en Miss Universo 1998                                                                              |
| 1997 | Jennifer Chapman     | Maynard          |      |                      |                                | |
| 1996 | Jacqueline Doucette  |                  |      |                      |                                | |
| 1995 | Kristen Mastroianni  | Wilbraham        |      | Semifinalista        |                                | Anteriormente Miss Massachusetts Teen USA 1987, Top 10 en Miss Teen USA 1987                             |
| 1994 | Michelle Atamian     | Belmont          |      |                      |                                | |
| 1993 | Stacey Blaine        | Bellingham       |      |                      | Miss Simpatía                  | |
| 1992 | Christine Netishen   | Lowell           |      |                      |                                | |
| 1991 | Laura Wheeler        | Framingham       |      |                      |                                | |
| 1990 | Laureen Murphy       | Boston           |      |                      |                                | |
| 1989 | Kimberley Wallace    | Ipswich          |      |                      |                                | |
| 1988 | Anita Marie Lovely   | Franklin         |      |                      |                                | |
| 1987 | Rosanna Iversen      | South Egremont   |      |                      |                                | Representó Massachusetts en Miss Oktoberfest 1987, sin calificar                                         |
| 1986 | Sheila Benson        | Quincy           |      |                      |                                | |
| 1985 | Mercedes Waggoner    | Boston           |      | Semifinalista        |                                | |
| 1984 | Deborah Neary        | Oxford           |      |                      |                                | |
| 1983 | Robin Jeanne Silva   | Swansea          |      |                      |                                | |
| 1982 | Janet Marie Flaherty | Wilmington       |      | Semifinalista        |                                | |
| 1981 | Joann Savery         | East Bridgewater |      |                      | Mejor Traje Estatal            | |
| 1980 | Diane Campbell       | Melrose          |      |                      |                                | |
| 1979 | Monica Magnus        | Boston           |      | Semifinalista        |                                | |
| 1978 | Diane Pollard        |                  |      | Primera finalista    |                                | |
| 1977 | Carol Marcil         | Chelmsford       |      |                      |                                | |
| 1976 | Holly Ann Hoyle      |                  |      |                      |                                | |
| 1975 | Rilla Posson         |                  |      |                      |                                | |
| 1974 | Ethellean Hicks      |                  |      |                      |                                | |
| 1973 | Judy Gregory         | Boston           | 19   |                      |                                | |
| 1972 | Dale Carder          |                  |      |                      |                                | |
| 1971 | April Dow            |                  |      |                      |                                | |
| 1970 | Cheryl Stankiewicz   |                  |      |                      |                                | |
| 1969 | Martha Cawley        |                  |      |                      |                                | |
| 1968 | Sonja Fritz          |                  |      |                      |                                | |
| 1967 | Pamela Procter       |                  |      |                      |                                | |
| 1966 | Nancy Brackett       |                  |      | Semifinalista        |                                | Semifinalista en Miss World USA 1963 como Miss Boston, MA                                                |
| 1965 | Mary Lou Volpe       |                  |      |                      |                                | |
| 1964 | Barbara Helen Robery |                  |      |                      |                                | |
| 1963 | Sandra Smith         |                  |      | Semifinalista        |                                | No finalista en Miss World USA 1961                                                                      |
| 1962 | Gale Pope            |                  |      |                      |                                | |
| 1961 | Elaine Cusick        |                  |      | Semifinalista        |                                | |
| 1960 | Barbara Feldman      |                  |      | Semifinalista        |                                | |
| 1959 | Beatrice Duprey      |                  |      |                      |                                | |
| 1958 | Sally Ann Freedman   |                  |      |                      |                                | |
| 1957 | Sandra Ramsey        |                  |      | Semifinalista        |                                | |
| 1956 | Elaine Murphy        |                  |      |                      |                                | |
| 1955 | Jean Dernago         |                  |      |                      |                                | |
| 1954 | Nan Cowan            |                  |      |                      |                                | |
| 1953 | Joan Daly            |                  |      |                      |                                | |
| 1952 | Vel Dorne            |                  |      |                      |                                | |